# Michael Himmelsbach
Michael Himmelsbach (* 20. März 1942 in Mannheim) ist ein deutscher Kommunalpolitiker und Pferdesportfunktionär.

## Werdegang
Himmelsbach ist Betriebswirt. Als Abgeordneter der freien Wählervereinigung Mannheimer Liste gehört er dem Stadtrat von Mannheim an.
Daneben übernahm er ehrenamtliche Aufgaben im Pferderennsport. Er war Präsident des Badischen Rennvereins (BRV) sowie des Verbands Südwestdeutscher Rennvereine (VSR).

## Ehrungen
- 2005: Verdienstkreuz am Bande der Bundesrepublik Deutschland
- Ehrenpräsident des Badischen Rennvereins
- Ehrenpräsident des Verbands Südwestdeutscher Rennvereine